# Paphiopedilum
Paphiopedilum és un gènere d'orquídies que consta d'unes 80 espècies, algunes d'elles són en realitat híbrids naturals. Són originàries del sud de la Xina, Índia, sud-est d'Àsia i les illes del Pacífic. En el comerç d'orquídies s'abreuja com paphs. Es fan servir com a planta d'interior.

## Descripció

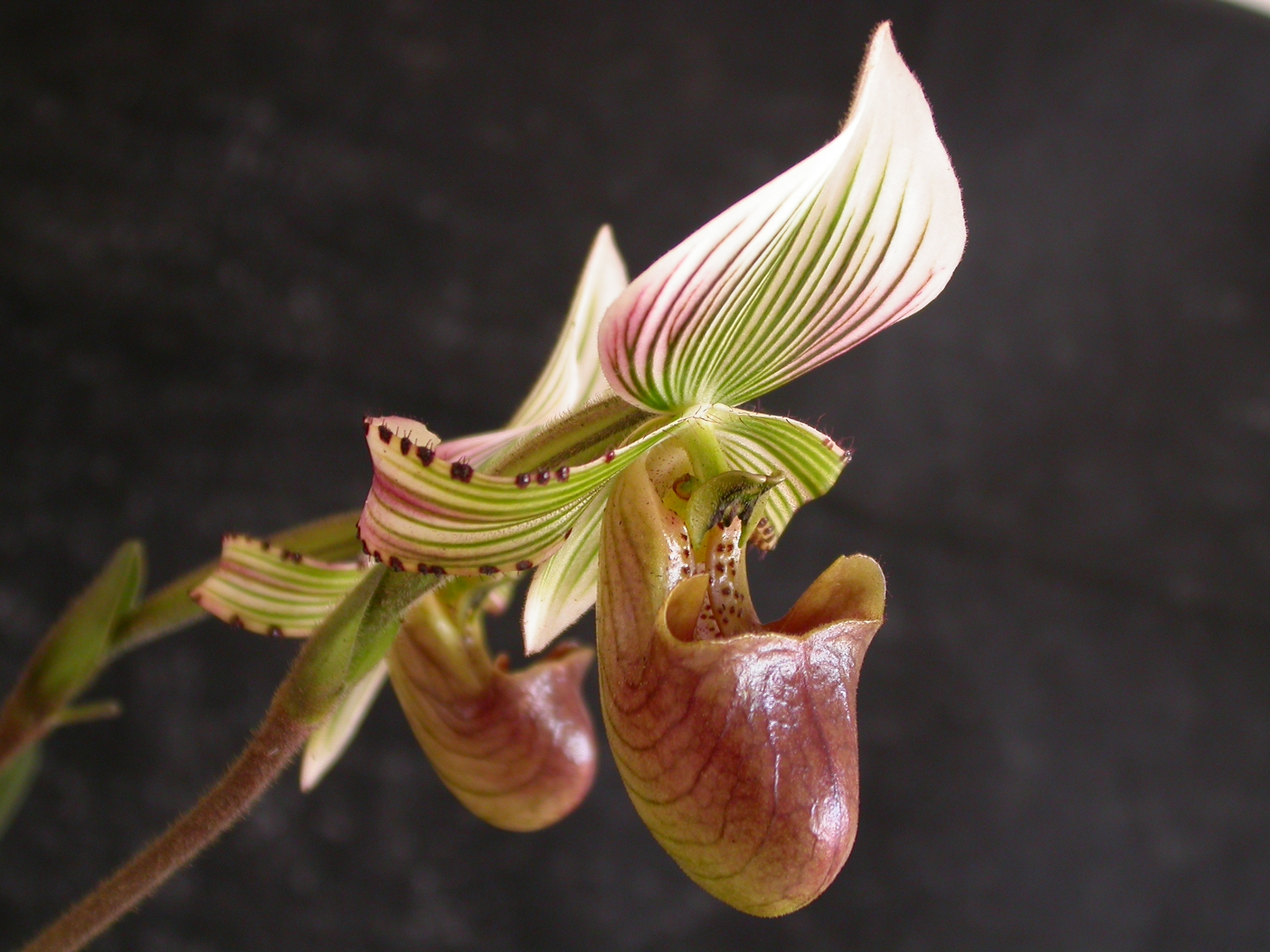
Flor de Paphiopedilum hennisianum

Les espècies de Paphiopedilum de manera natural es troben en les capes d'humus com a plantes terrestres, però unes poques espècies són epífites o litòfites. No tenen pseudobulbs. Les seves arrels són gruixudes i carnoses.

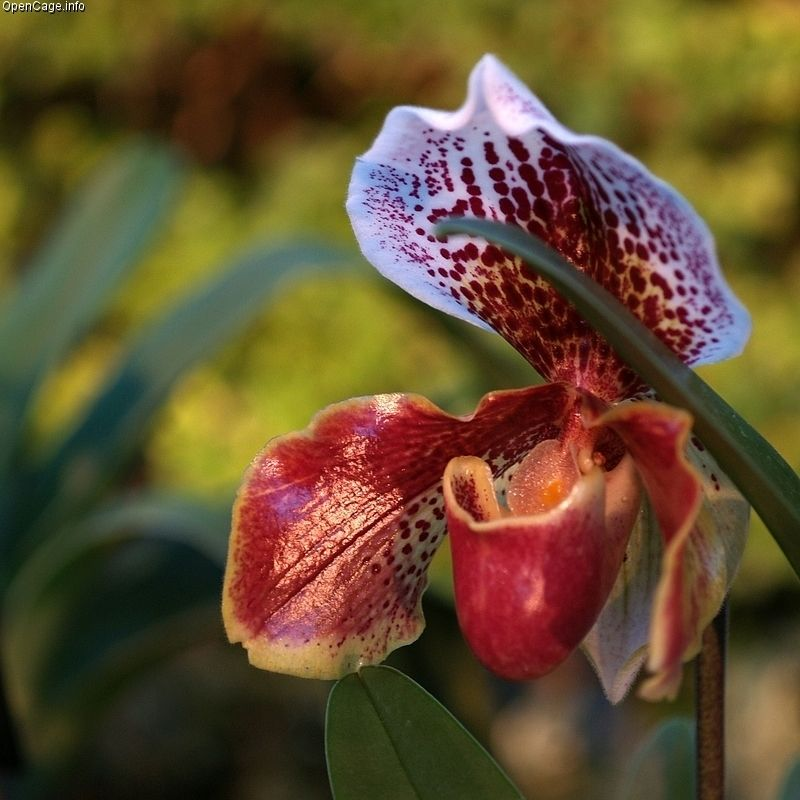
Un híbrid cultivat de Paphiopedilum

Els paphiopedilums es troben entre les orquídies més cultivades i hibriditzades. Són relativament fàcils de mantenir en interiors i els cal temperatures moderades (de 13 a 35 °C) i baixa lluminositat (12.000 a 20.000 lux). Els híbrids moderns encara resulten més fàcils de cultivar que les seves espècies parentals.

## Taxonomia i sistemàtica

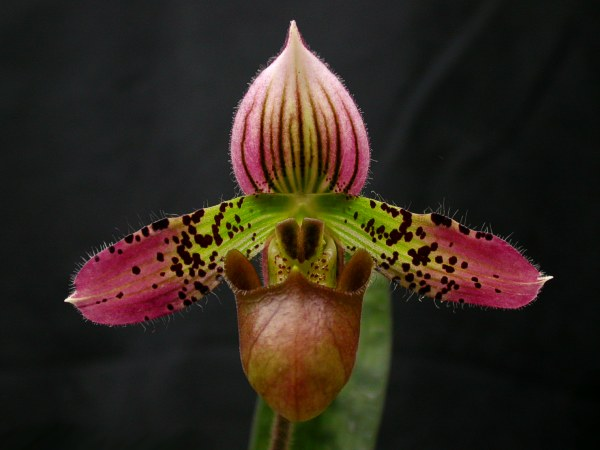
Paphiopedilum acmodontum

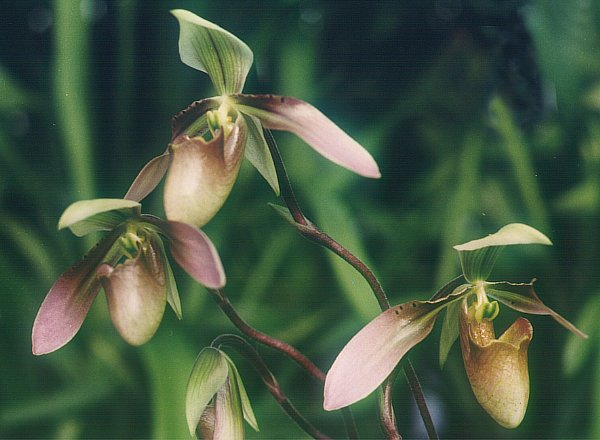
Paphiopedilum appletonianum

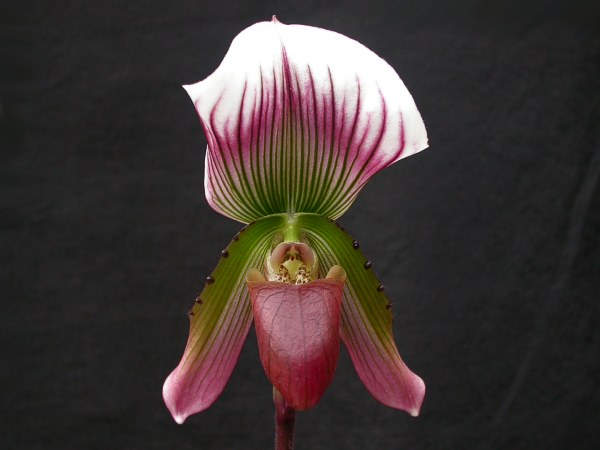
Paphiopedilum callosum

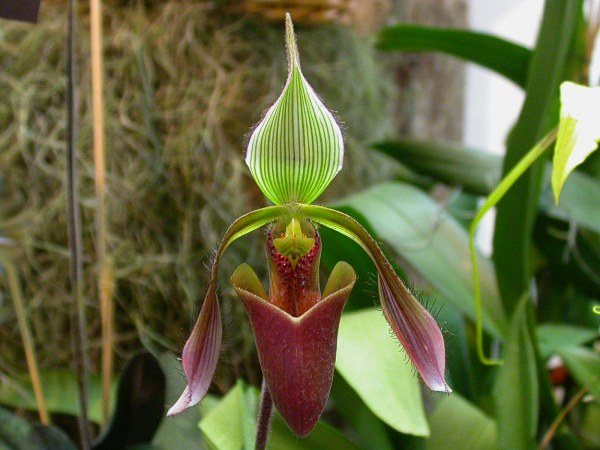
Paphiopedilum dayanum

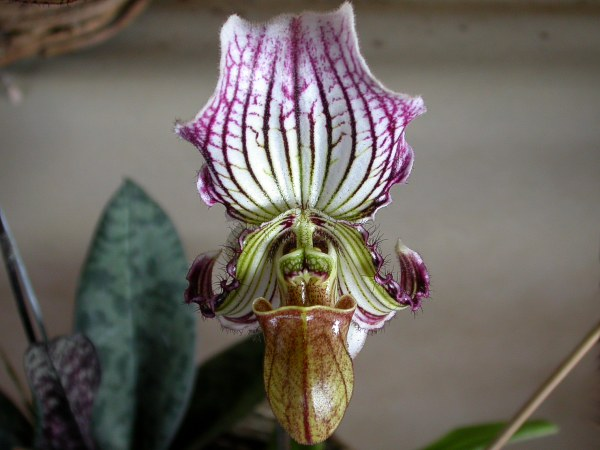
Paphiopedilum fairrieanum

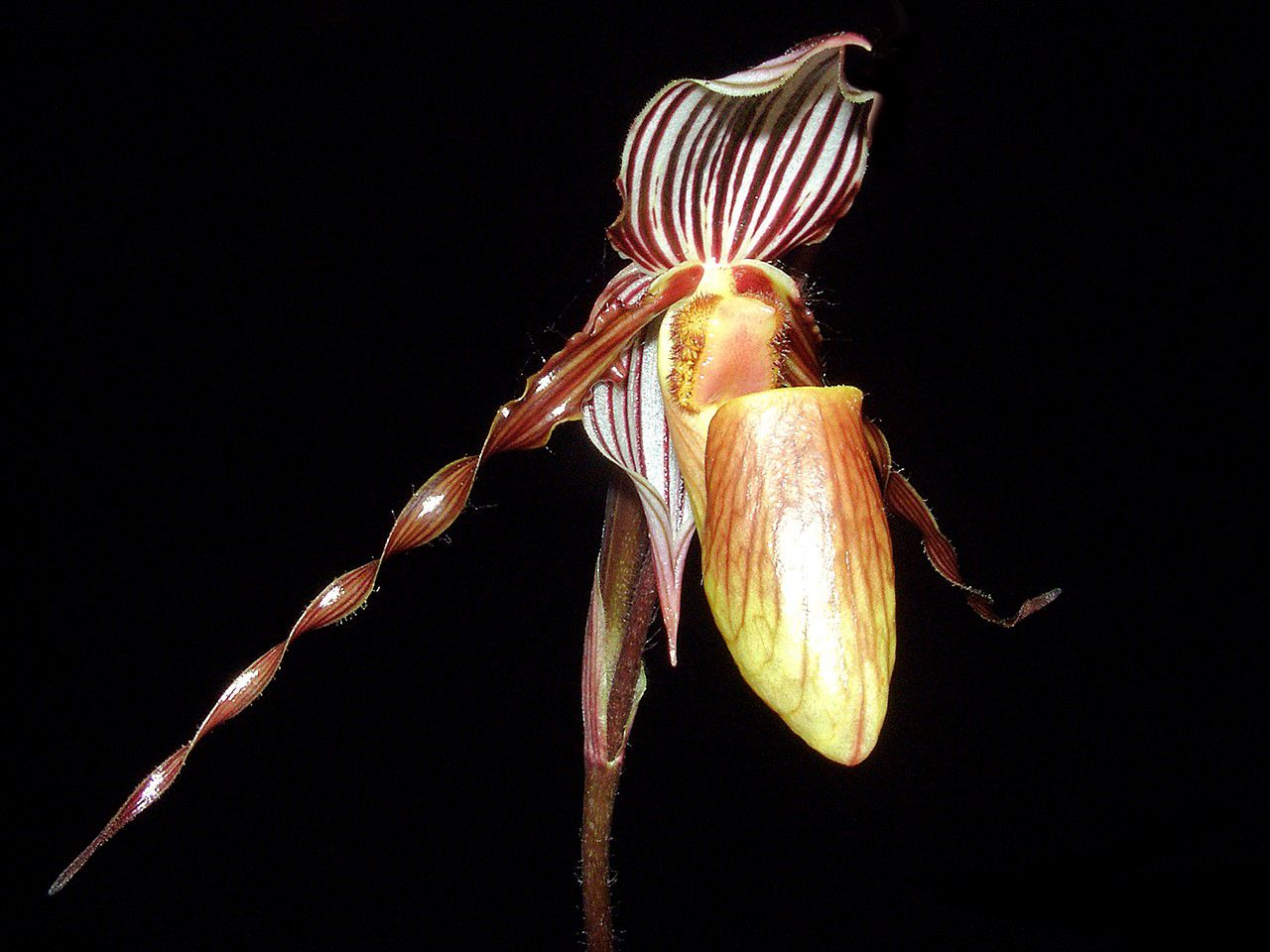
Paphiopedilum glanduliferum

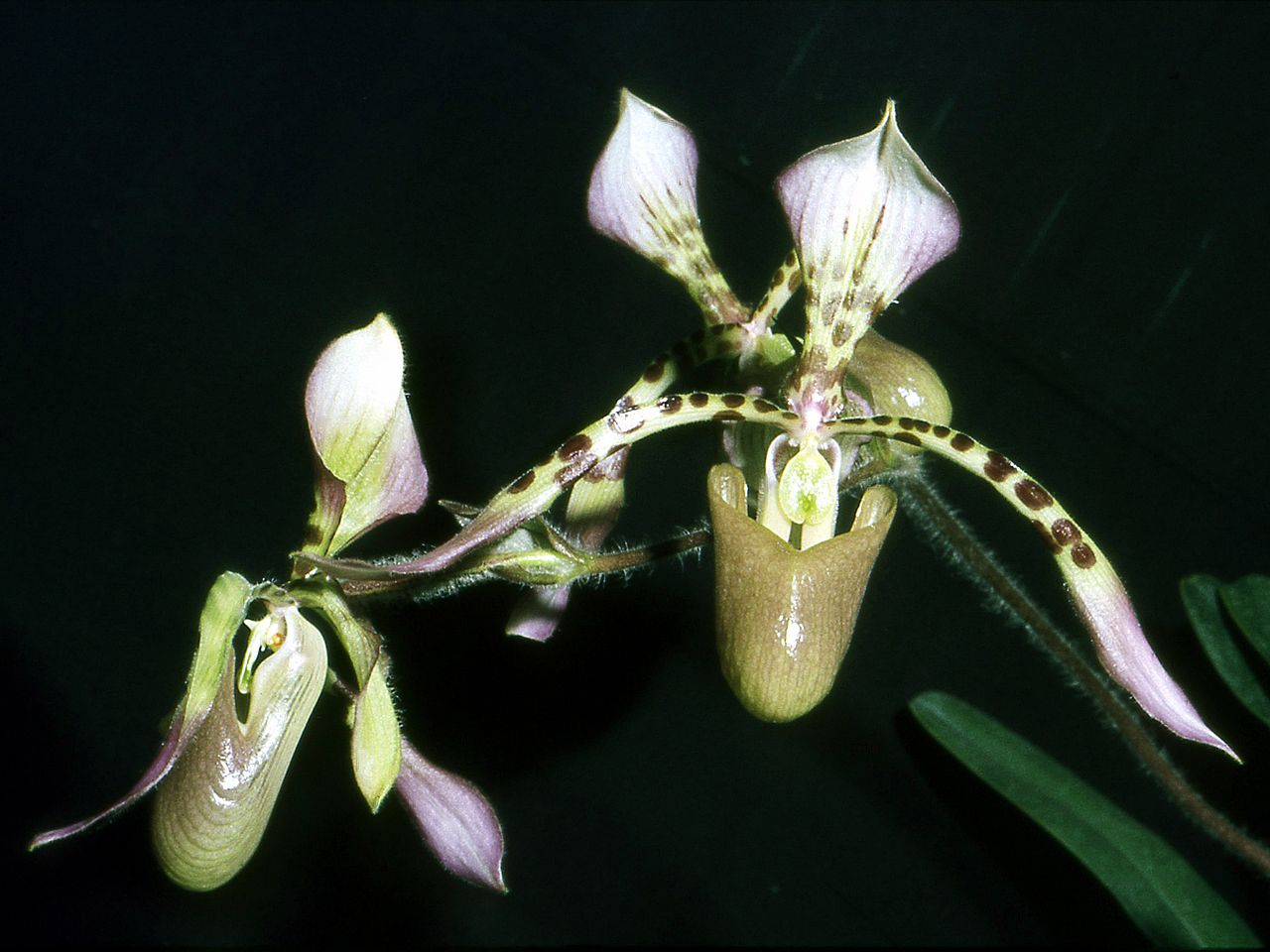
Paphiopedilum haynaldianum

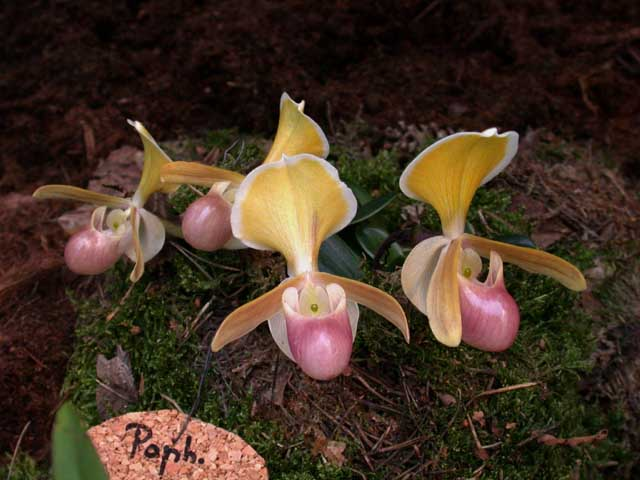
Paphiopedilum helenae

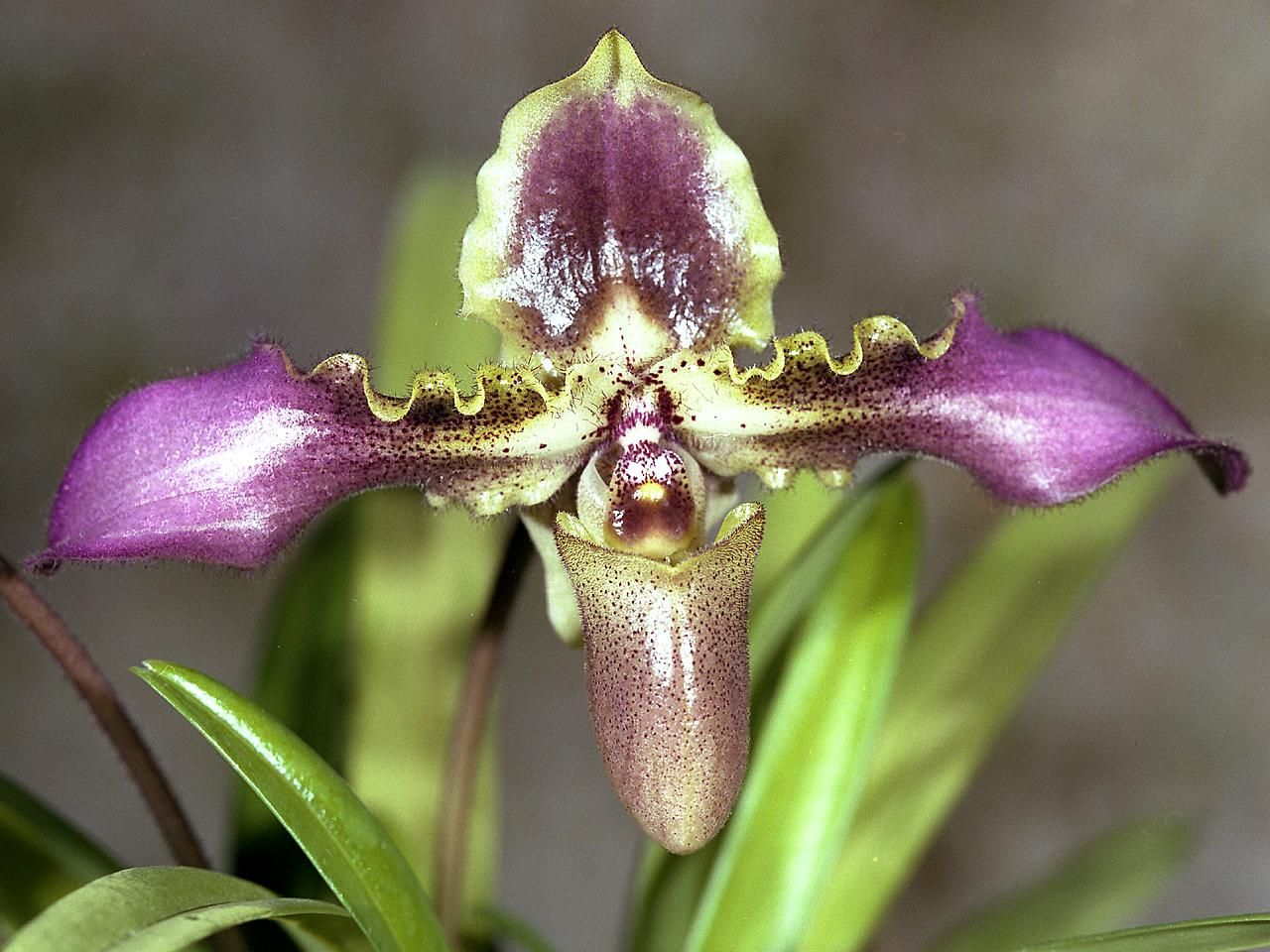
Paphiopedilum hirsutissimum

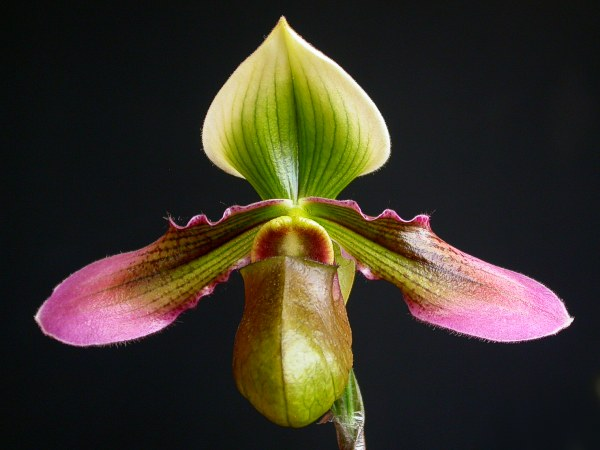
Paphiopedilum hookerii

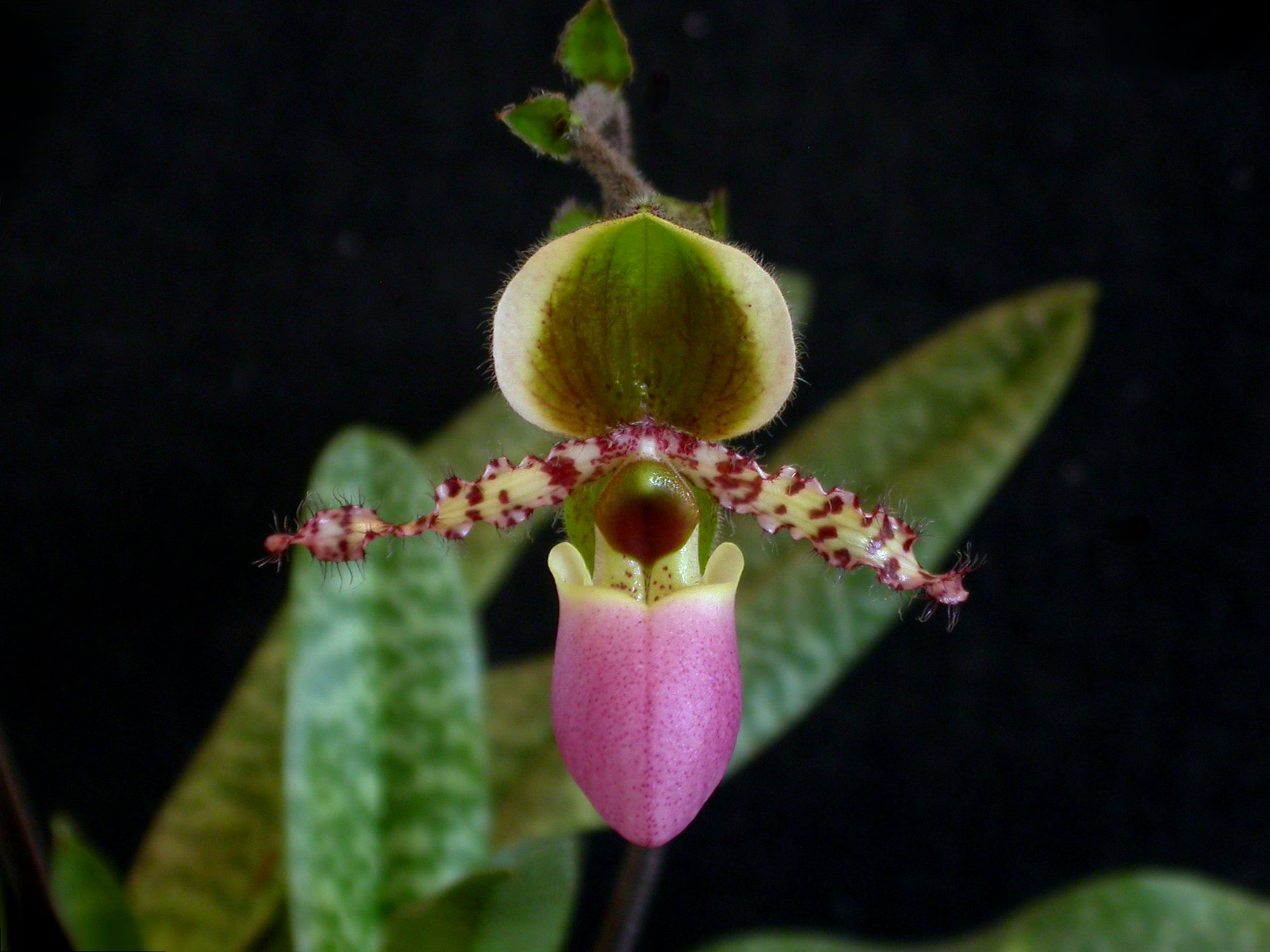
Paphiopedilum liemianum

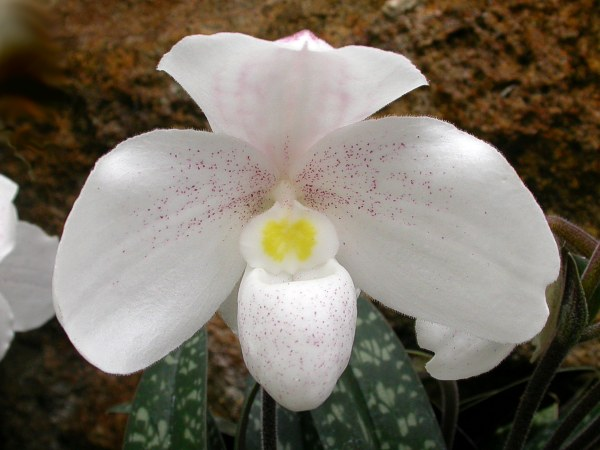
Paphiopedilum niveum

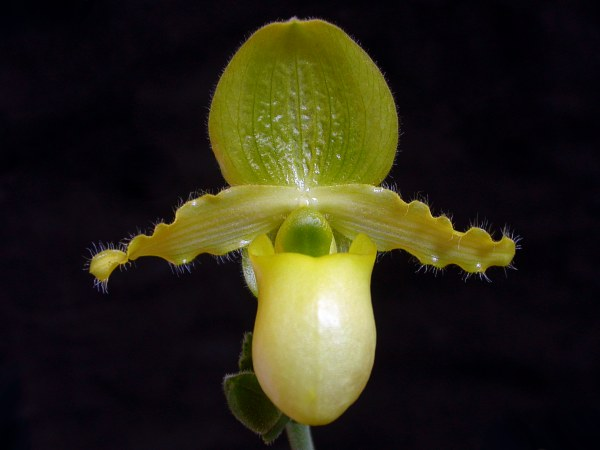
Paphiopedilum primulinum

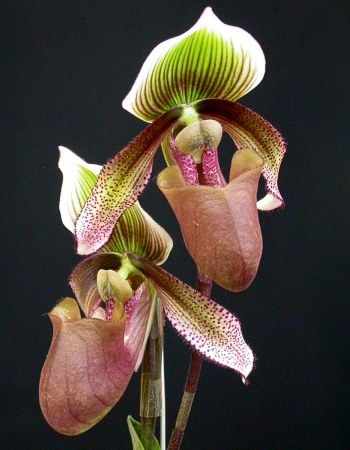
Paphiopedilum superbiens

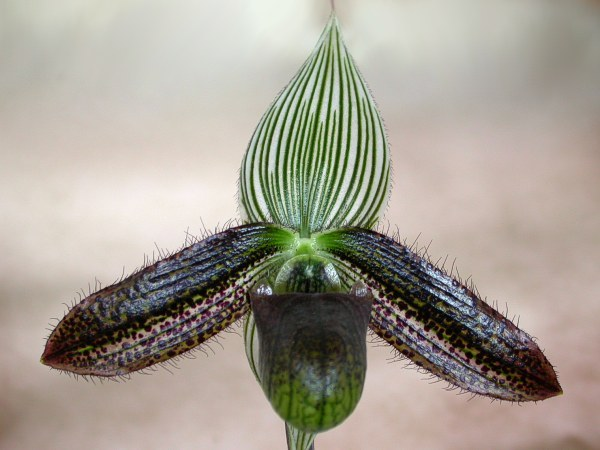
Paphiopedilum wardii

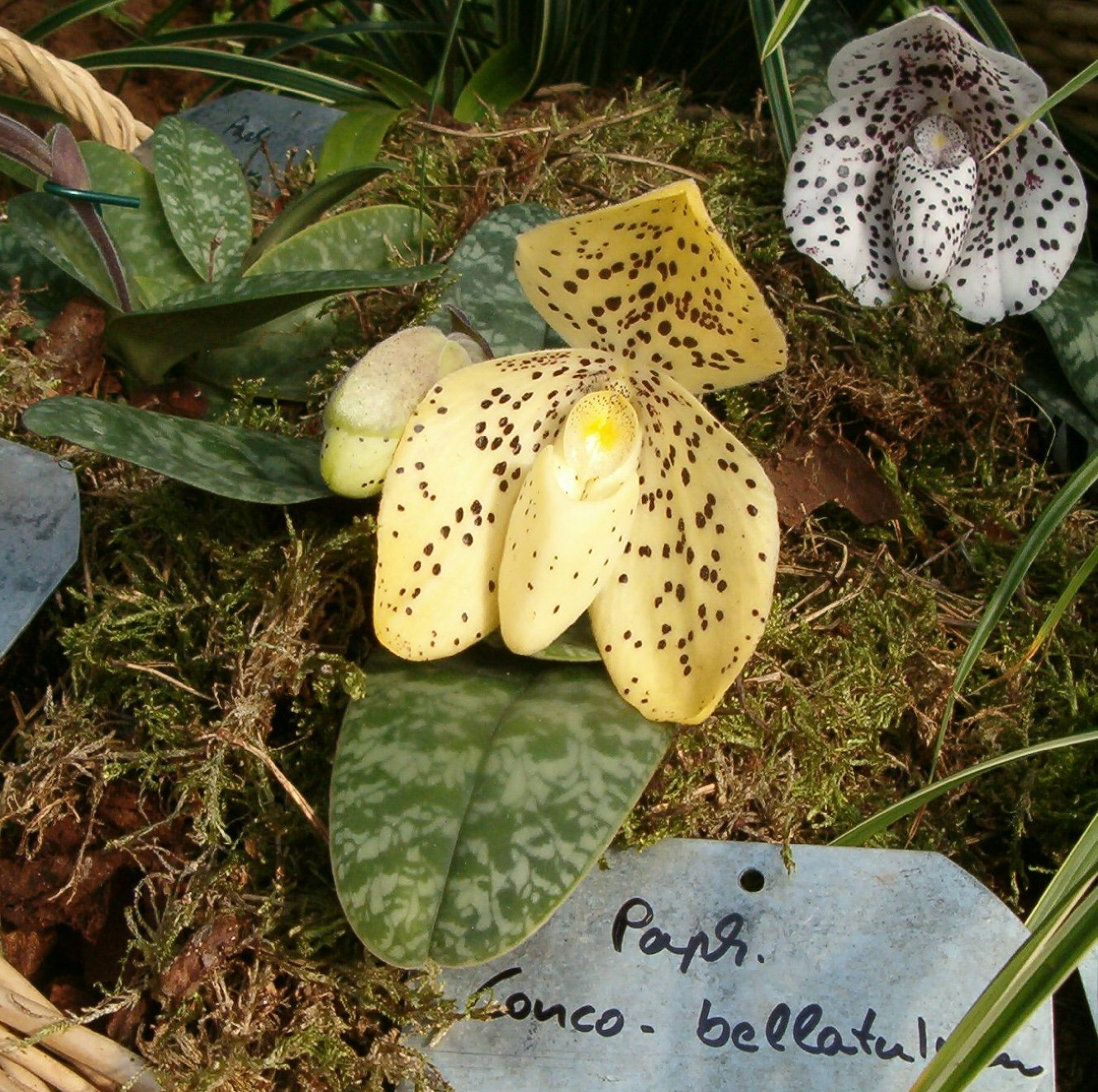
Paphiopedilum wenshanense, un híbrid natural de P. bellatulum i P. concolor

El nom del gènere Paphiopedilum va ser establert per Ernst Hugo Heinrich Pfitzer el 1886, i deriva de Pafos (una ciutat de Xipre, lloc sagrat d'Afrodita, i també del grec antic pedilon, 'sabatilla'.

### Subdivisions
- Subgènere Parvisepalum
- Subgènere Brachypetalum
- Subgènere Polyantha
- Subgènere Sigmatopetalum
- Subgènere Cochlopetalum

### Algunes espècies
- Paphiopedilum acmodontum (Filipines)
- Paphiopedilum adductum
- Paphiopedilum × affine (P. appletonianum × P. villosum) (Vietnam)
- Paphiopedilum appletonianum (Hainan a Indoxina)
- Paphiopedilum × areeanum (P. barbigerum × P. villosum var. annamense) (Xina: SE Yunnan)
- Paphiopedilum argus (Luzon)
- Paphiopedilum armeniacum
  - Paphiopedilum armeniacum fma. markii
- Paphiopedilum barbatum
- Paphiopedilum barbigerum
- Paphiopedilum wardii
  - Paphiopedilum wardii var. teestaensis
- Paphiopedilum × wenshanense
- Paphiopedilum wentworthianum
- Paphiopedilum wilhelminae